# Список (Секретные материалы)
«Список» (англ. «The List») — 5-й эпизод 3-го сезона сериала «Секретные материалы», главные герои которого — Фокс Малдер (Дэвид Духовны) и Дана Скалли (Джиллиан Андерсон), агенты ФБР, расследующие сложно поддающиеся научному объяснению преступления. 
В данном эпизоде Малдер и Скалли расследуют убийства в тюрьме для смертников. Один из узников, отправленный на электрический стул, пригрозил, что пятеро людей, которые хуже всех к нему относились, будут убиты, когда он восстанет из мёртвых. И предсказание начинает сбываться. Эпизод принадлежит к типу «монстр недели» и не связан с основной «мифологией сериала», заданной в первой серии.
Премьера «Списка» состоялась на канале Fox network 20 октября 1995 года. Количество зрителей, смотревших премьеру, оценивается в 16,72 миллиона человек. От критиков эпизод получил смешанные отзывы.

## Сюжет
Перед своей казнью на электрическом стуле заключённый Наполеон Мэнли по прозвищу «Нич» обещает воскреснуть и убить пять человек, которые хуже всего к нему относились. Через некоторое время Малдер и Скалли приезжают в тюрьму, чтобы расследовать загадочную смерть охранника, убитого в камере Нича. Заключенный Джон Сперанца считает, что Нич вернулся, но директор тюрьмы, Бродер, в это не верит. От охранника Пармелли агенты узнают, что есть список планируемых убийств, о котором знает заключенный-«смертник» по имени Рок. Заключенный в обмен на информацию требует перевода в другую тюрьму, но получает отказ. На следующий день другие заключенные, выполняющие малярные работы, находят голову другого охранника в банке из-под краски. Малдер и Скалли устанавливают, что голова охранника изъедена личинками зелёной мухи. Тело охранника позже оказывается в рабочем кабинете Бродера. Малдер и Скалли опрашивают испуганную событиями жену Мэнли, Даниэль, которая тайно встречается с Пармелли. Рока, по приказу Бродера, охранники избивают до смерти в душевых. Заключенный Джон Сперанца сообщает Малдеру, что Рока не было в списке Нича, но отказывается назвать тех, кто туда входит. Малдер просит Бродера назвать имя палача Мэнли. Приехав к палачу домой, агенты находят его мертвым и также изъеденным личинками зелёной мухи. Сперанца утверждает, что видел Нича возле своей камеры ночью. Изучив данные о телефонных разговорах Мэнли, Скалли предполагает, что адвокат Мэнли, Чавес, мог организовать убийства в связке со Сперанцой. Допросив адвоката, агенты узнают, что жена Мэнли встречается с Пармелли. Когда они уходят с намерением установить слежку за Пармелли, Чавес решает отдохнуть на диване. В этот момент воскресший Мэнли душит его подушкой.
Бродер предлагает Сперанце смягчение приговора в обмен на прекращение убийств, и тот соглашается. Той же ночью Даниэль Мэнли просыпается и видит своего мужа, стоящего рядом. В страхе Даниэль хватает револьвер и обвиняет Пармелли в том, что Нич воскрес в его теле, после чего убивает охранника. Бродер, решив, что Чавес и Пармелли были в списке, и теперь убийства закончились, объявляет Сперанце в душевых, что их сделка не состоится. Сперанца говорит ему, что в списке остался ещё один человек, после чего Бродер избивает его до смерти.
Пармелли обвиняют в убийствах. Малдер и Скалли уезжают обратно, но по дороге расстроенный Малдер сворачивает на обочину, высказывая Скалли своё недовольство итогом расследования, поскольку в деле слишком много несостыковок. Пока агенты говорят между собой, мимо них проезжает Бродер. Глядя на агентов в зеркало заднего вида, Бродер внезапно видит там Нича Мэнли, который сидит на заднем сиденье его машины. Мэнли набрасывается на Бродера, и машина врезается в дерево. Бродер погибает в аварии, став последней жертвой в списке Мэнли.

## Производство
Автором сценария и режиссером эпизода выступил создатель сериала Крис Картер, ранее срежиссировавший эпизод второго сезона «Дуэйн Бэрри». Картер привнёс в сценарий некоторую долю юмора, дав вымышленному палачу, Перри Саймону, имя высокопоставленного продюсера с телеканала NBC, которого знал лично. Роль палача сыграл актёр Брюс Пинар, но он не был указан в ролях, тогда как в образе тюремного капеллана выступил продюсер шоу Джозеф Патрик Финн.
Для съёмок потребовалась «убедительная» декорация отсека с камерами смертников, которую пришлось создавать с нуля. На постройку декорации ушло 10 дней, тем самым сделав её одной из наиболее сложных заданий для художников сериала в третьем сезоне. Хотя строительство привело к перерасходу бюджета, впоследствии декорация использовалась для съёмок серий «Teso Dos Bichos» и «Talitha Cumi». Кроме того, теле- и кинопроекты, не связанные с «Секретными материалами», неоднократно арендовали конструкцию для своих целей.
Во многих сценах создатели использовали настоящих личинок. Джиллиан Андерсон позднее назвала их самыми сложными животными, с которыми ей приходилось работать. В связи с рядом трудностей художники не смогли изготовить «труп» первой жертвы. В результате на актёра, лежавшего на патологоанатомическом столе, насыпали большое количество личинок, хотя в других сценах личинок нередко заменяли на рисовые зерна. В попытке сделать эпизод особенным при монтаже всему видеоряду был придан зеленый оттенок.

## Эфир и отзывы
Премьера «Списка» состоялась на канале Fox network 20 октября 1995 года. Рейтинг Нильсена составил 10,8 балла с долей в 19,0, означающий, что примерно 10,8 процента из всех оборудованных телевизором домозяйств в США  и 19 процентов от всех домохозяйств, смотревших телевизор в тот вечер, были настроены на премьеру эпизода. Количество зрителей, смотревших премьеру, оценивается в 16,72 миллиона человек. Позднее эпизод был номинирован на несколько наград «International Monitor Awards» в номинациях за лучший монтаж, лучшая цветокоррекцию и лучшую режиссуру, выиграв в последней.  Крис Картер также был номинирован на приз Режиссерской Гильдии Америки за свою работу над эпизодом. Несмотря на это, редактор сценария Фрэнк Спотниц назвал эпизод «чрезвычайно недооцененным». По мнению Спотница, «Это был очень смелый и нестандартный эпизод, который выдержит испытание временем», так как «тут нет ни одного приятного персонажа, за которого хотелось бы болеть».
От критиков эпизод получил смешанные отзывы. «Entertainment Weekly» оценил «Список» на B+» (3,5 балла из 4-х возможных), описав его как «стандартный, но хорошо выполненный». Обозреватель «The A.V. Club» Зак Хэндлен присвоил серии оценку «B-» (2,75 балла из 4-х), посчитав концепцию недоразвитой, а сценарий «неглубоким» с «ответвлениями, не имеющими особого влияния на сюжетную линию до такой степени, являясь, по большому счету, заполнением времени». Хэндлен, однако, похвалил работу оператора и художника, а также исполнение своих ролей Кеном Фори и Джей Ти Уолшем. Пола Витарис (журнал «Cinefantastique») оценила «Список» на два балла из четырех. Похвалив режиссуру, журналистка отметила, что сюжет значительно уступает «Дуэйну Бэрри» в вопросе «беспокоящей загадочности». Также Витарис сочла количество персонажей чрезмерным, а отсутствие определённой концовки – «расстраивающей зрителя». Еще более критичен был писатель Фил Фарранд, объявив эпизод третьим худшим из всех эпизодов первых четырёх сезонов. Писатели Роберт Ширман и Ларс Пирсон в книге «Желая верить: Критический путеводитель по Секретным материалам, Тысячелетию и Одиноким стрелкам» (англ. Wanting to Believe: A Critical Guide to The X-Files, Millennium & The Lone Gunmen) дали серии лишь полторы звезды из возможных пяти. Как и другие критики, Ширман с Пирсон положительно отозвались о режиссёрской работе Картера, но сюжет охарактеризовали как «сырой», а жертв Мэнли – одномерными, непроработанными персонажами.